# Брабантсе Пейл 2024
64-й выпуск Брабантсе Пейл — шоссейной однодневной гонки по дорогам бельгийской провинции Фламандский Брабант. Гонка прошла 10 апреля 2024 года в рамках ПроСерии UCI 2024 (категория 1.Pro). Победу одержал французский велогонщик Бенуа Конфруа.

## Участники
В гонке приняло участие 22 команды (11 UCI WorldTeams, 11 UCI ProTeams).
| UCI WorldTeams (11)- Alpecin-Deceuninck - Arkéa-B&B Hotels - Bahrain Victorious - Cofidis - Decathlon-AG2R La Mondiale - EF Education-EasyPost - Intermarché-Wanty - Soudal Quick-Step - Team dsm-firmenich PostNL - Team Jayco AlUla - UAE Team Emirates UCI ProTeams (11)- Bingoal WB - Caja Rural-Seguros RGA - Lotto Dstny - Israel-Premier Tech - Q36.5 Pro Cycling Team - TDT-Unibet - Team Flanders-Baloise - Team Novo Nordisk - TotalEnergies - Tudor Pro Cycling Team - Uno-X Mobility |
| |

## Маршрут
Трасса, очень похожая на трассу 2023 года, состоит из первого 120-километрового отрезка, включающего шесть повторений. Второй этап проходит по трассе протяженностью 19,8 км, по которой нужно проехать 4 круга. На этих кругах будет восхождение не на Хагард, а на Хертстраат, Москесстраат, Хольстхайд и С-Бохт-Оверэйсе, где находится финишная черта и двадцать вторая часть выпуска, что на три меньше, чем в прошлом году. Общая дистанция гонки составит 195,2 километра.

## Ход гонки
Многочисленные атаки в течение гонки парировались активным пелотоном. Перед финишем сформировался секстет из оторвавшихся гонщиков, где Бенуа Конфруа великолепно разыграл спринт и стал первым.

## Результаты
| \| Генеральная классификация \| Генеральная классификация \| Генеральная классификация \| Генеральная классификация \| Генеральная классификация \| \| Гонщик \| Гонщик \| Команда \| Время \| \| \| ------------------------- \| ------------------------- \| -------------------------- \| ------------------------- \| ------------------------- \| \| 1-й \| Бенуа Конфруа \| Decathlon-AG2R La Mondiale \| 4ч 17' 02 \| \| \| 2-й \| Дилан Тёнс \| Israel-Premier Tech \| + 0 \| \| \| 3-й \| Тим Велленс \| UAE Team Emirates \| + 0 \| \| \| 4-й \| Джозеф Блэкмор \| Israel-Premier Tech \| + 0 \| \| \| 5-й \| Джефферсон Сепеда \| Caja Rural-Seguros RGA \| + 0 \| \| \| 6-й \| Квинтен Херманс \| Alpecin-Deceuninck \| + 0 \| \| \| 7-й \| Марин ван ден Берг \| EF Education-EasyPost \| + 10 \| \| \| 8-й \| Майкл Мэттьюс \| Team Jayco AlUla \| + 28 \| \| \| 9-й \| Вито Брает \| Intermarché-Wanty \| + 28 \| \| \| 10-й \| Корбин Стронг \| Israel-Premier Tech \| + 28 \| \| |                    |                            |           |
| |                    |                            |           |
| Источник: ProCyclingStats |                    |                            |           |
| Генеральная классификация |                    |                            |           |
| Гонщик | Гонщик             | Команда                    | Время     |
| 1-й | Бенуа Конфруа      | Decathlon-AG2R La Mondiale | 4ч 17' 02 |
| 2-й | Дилан Тёнс         | Israel-Premier Tech        | + 0       |
| 3-й | Тим Велленс        | UAE Team Emirates          | + 0       |
| 4-й | Джозеф Блэкмор     | Israel-Premier Tech        | + 0       |
| 5-й | Джефферсон Сепеда  | Caja Rural-Seguros RGA     | + 0       |
| 6-й | Квинтен Херманс    | Alpecin-Deceuninck         | + 0       |
| 7-й | Марин ван ден Берг | EF Education-EasyPost      | + 10      |
| 8-й | Майкл Мэттьюс      | Team Jayco AlUla           | + 28      |
| 9-й | Вито Брает         | Intermarché-Wanty          | + 28      |
| 10-й | Корбин Стронг      | Israel-Premier Tech        | + 28      |